# Eleição municipal de Florianópolis em 1954
A eleição municipal de Florianópolis em 1954 ocorreu em 30 de novembro do mesmo ano.

## Resultado da eleição para prefeito
Segundo os arquivos do Tribunal Regional Eleitoral de Santa Catarina foram apurados 20.781 votos nominais, (?) votos em branco e (?) votos nulos (11,81%), resultando no comparecimento de (?) eleitores.
| Candidatos a prefeito  | Candidatos a vice-prefeito | Número | Coligação                                   | Votação | Percentual |
| ---------------------- | -------------------------- | ------ | ------------------------------------------- | ------- | ---------- |
| Osmar Cunha PSD        | ? PTB                      | 41     | Aliança Social Trabalhista (PSD, PTB)       | 9.413   | 45,29%     |
| João José Cabral UDN   | ? PRP                      | 22     | União por Florianópolis (UDN, PRP, PDC, PL) | 6.782   | 32,64%     |
| Manuel de Meneses PTN  | ? PTN                      | 19     | PTN (sem coligação)                         | 3.593   | 17,28%     |
| Pedro Lopes Vieira PSP | ? PSP                      | 46     | PSP (sem coligação)                         | 993     | 4,79%      |

| Vereador eleito           | Partido |
| ------------------------- | ------- |
| ANTÔNIO PASCOAL APOSTOLO  | PSD     |
| ARMANDO VALÉRIO DE ASSIS  | PSD     |
| BALDICERO FILOMENO        | PSD     |
| CARMELO MARIO FARACO      |         |
| FREDERICO VERAS           |         |
| GENESIO LEOCÁDIO DA CUNHA |         |
| GERCINO SILVA             | UDN     |
| JOÃO NAVEGANTES PIRES     |         |
| JÚLIO PAULINO DA SILVA    | PTB     |
| JUPY ULISSÉA              | UDN     |
| LIBERATO CARIONI          |         |
| HAROLDO VILLELLA          |         |
| OSNI RAUL LISBOA          | PTB     |
| WALDEMAR VIEIRA           | PSD     |
| WALTER DE OLIVEIRA CRUZ   |         |